# Visconde de Castelo da Lousã
Visconde de Castelo da Lousã é um título nobiliárquico criado por D. Luís I de Portugal, por Decreto de 22 de Março de 1881, em favor de José António de Carvalho.
Titulares
1. José António de Carvalho, 1.º Visconde de Castelo da Lousã.